# Harald Mollers

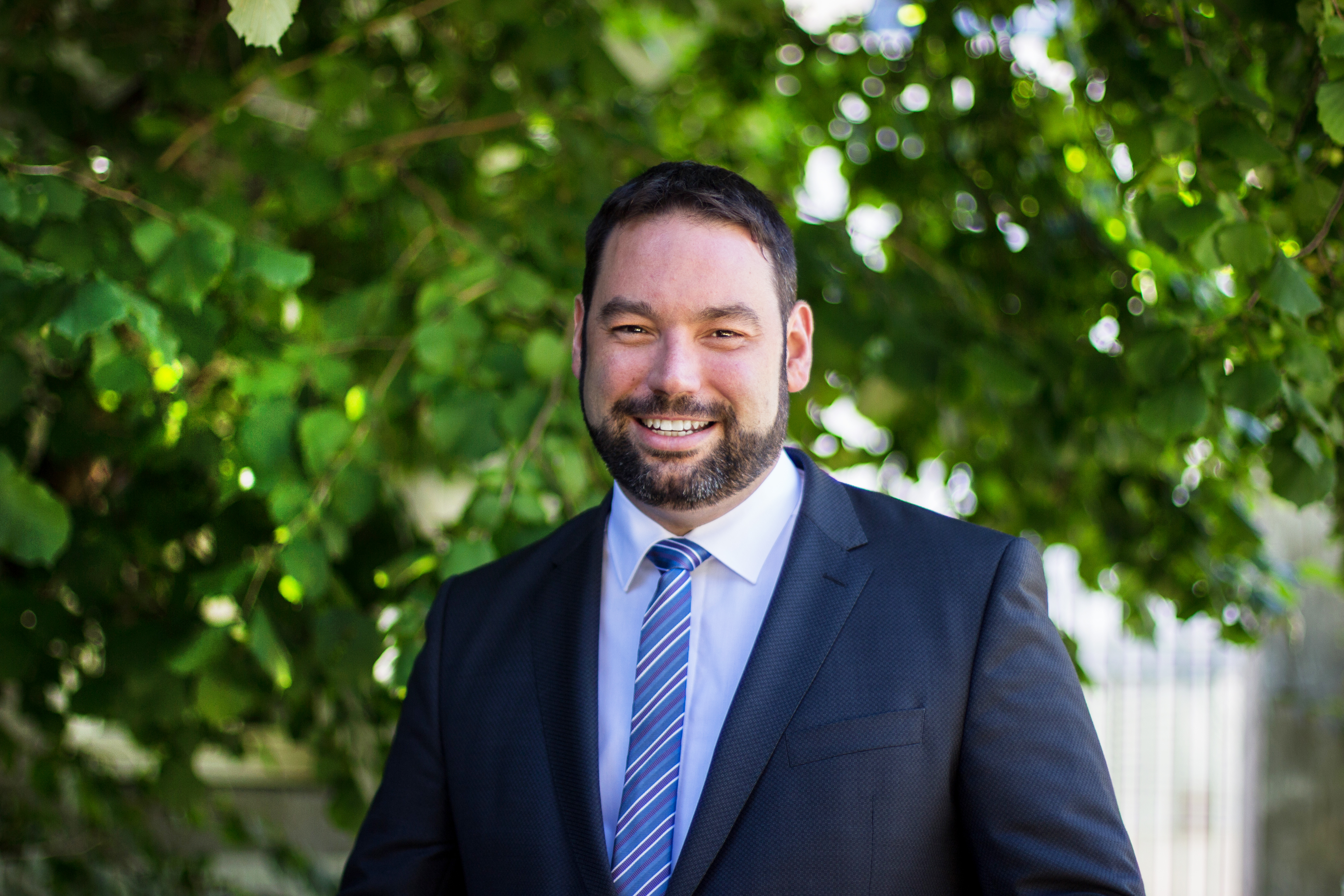
Harald Mollers

Harald Mollers (* 10. Oktober 1977 in Malmedy) ist ein ehemaliger belgischer Politiker der offenen Bürgerliste ProDG („Pro Deutschsprachige Gemeinschaft“). Von 2009 bis zu seinem Rücktritt im Oktober 2020 war Mollers Minister in der Regierung der Deutschsprachigen Gemeinschaft für die Bereiche Bildung, Forschung und Erziehung.

## Leben
Harald Mollers studierte Geschichte an der Université Libre de Bruxelles (ULB) und schloss sein Studium im Jahr 2000 mit einer Lizenz und der Lehrbefähigung für das Sekundarschulwesen (Agrégation de l'enseignement secondaire supérieur – AESS) ab. Von 2000 bis 2009 arbeitete Mollers für die Dexia-Bank, zuletzt als Geschäftsführender Direktor der vier Zweigstellen der Bank in Ostbelgien.
Im Juni 2009 kandidierte Harald Mollers erstmals bei den Gemeinschaftswahlen auf der Liste der Bewegung ProDG und schaffte auf Anhieb den Sprung in das Parlament der Deutschsprachigen Gemeinschaft. Infolge der Regierungsverhandlungen, bei denen die Parteien SP (sozialistisch), PFF (liberal) und ProDG (unabhängig/regional) eine Koalition bildeten, wurde Mollers in der Regierung unter Ministerpräsident Karl-Heinz Lambertz (SP) als Minister für Gesundheit, Familie und Soziales vereidigt. In diesem Rahmen war er zuständig für soziale Angelegenheiten, die Familien- und Seniorenpolitik, das Gesundheitswesen, die Behindertenpolitik und die Jugendhilfe.
Bei den Gemeinschaftswahlen vom 26. Mai 2019 wurde die ProDG zur stärksten Fraktion im Parlament der Deutschsprachigen Gemeinschaft.
Die bestehende Regierungskoalition mit Oliver Paasch (ProDG) als Ministerpräsident wird weiter fortgeführt. Für die Dauer der Legislaturperiode 2019–2024 wurde Mollers zum Minister für Bildung, Forschung und Erziehung ernannt. Von Januar 2010 bis Februar 2013 war Harald Mollers Vize-Präsident von ProDG. Mollers ist Vorstandsmitglied des Musikverbandes Födekam Ostbelgien und war von 2006 bis 2009 Vorsitzender dieser Organisation.
Im September 2020 trat Mollers als Minister für Bildung, Forschung und Erziehung zurück. Er begründete den Rücktritt mit einer Zunahme von haltlosen Anfeindungen, Schmähungen und Beleidigungen, die sich im Zuge der Corona-Krise zunehmend auf eine persönliche Ebene verlagert hätten. Für ihn sei deshalb „die Grenze dessen, was man sich selbst zumuten kann und will, überschritten“:

„Der Ton in diesen Gruppen wird rauer und schärfer. Demokratisch gewählte Politiker werden angefeindet und beschimpft, nicht selten anonym, aber immer häufiger auch unter Angabe des Klarnamens. Das sogenannte „System“, in dem wir leben, wird infrage gestellt, was an sich ja kein Vergehen ist, aber die Androhung eines gewaltsamen Umbruchs wird immer unverhohlener zur Schau gestellt. Dabei bleiben derlei Äußerungen längst nicht mehr in diesen geschlossenen Gruppen, sondern sie dringen immer häufiger bis auf die Schreibtische der politisch Verantwortlichen durch: Politiker werden in Briefen, E-Mails, Messenger-Nachrichten beschimpft, verunglimpft oder gar bedroht. Ich spreche da aus eigener Erfahrung.“

Lydia Klinkenberg (ProDG) übernahm im Oktober 2020 daraufhin sein Amt.
Mollers ist Vater einer Tochter und eines Sohnes.

## Übersicht der politischen Ämter
- 2009–2020: Mitglied des Parlaments der Deutschsprachigen Gemeinschaft
- 2009–2014: Minister der Deutschsprachigen Gemeinschaft für Familie, Gesundheit und Soziales
- 2014–2019: Minister der Deutschsprachigen Gemeinschaft für Bildung und wissenschaftliche Forschung
- 2019–2020: Minister der Deutschsprachigen Gemeinschaft für Bildung, Forschung und  Erziehung